# Senuseret II
Senuseret II – władca starożytnego Egiptu XII dynastii, z okresu Średniego Państwa. Prawdopodobnie panował od 1882 roku p.n.e. wraz z ojcem Amenemhatem II, samodzielnie w latach 1879–1872 p.n.e. oraz wraz  z synem – Senuseretem III – kilka miesięcy przed śmiercią w 1872 roku p.n.e.
Zgodnie z zasadą, wprowadzoną przez Amenemhata I, panowanie Senusereta obejmowało trzy etapy. Koregencję z ojcem, samodzielne rządy oraz przekazanie władzy synowi – koregencję z synem na kilka miesięcy przed śmiercią. W czasie swych rządów wprowadzał kolejne etapy, doskonale zaplanowanej reformy państwa, polegające na wprowadzeniu zarządzania państwem poprzez wysłanników królewskich rezydujących w większych miastach. Działalność Senusereta głównie skupiała się na zagospodarowaniu bagnistych terenów, położonych wokół największej z oaz na Pustyni Zachodniej, oazy Fajum. W wyniku zakrojonej na szeroką skalę akcji, bagniste tereny zostały przekształcone w żyzne tereny uprawne z licznymi osadami, których mieszkańcy uprawiali: pszenicę, jęczmień i len oraz hodowali bydło i owce. Obszary te stały się najbogatszym rejonem rolniczym Egiptu. W pobliżu jeziora (współczesna jego nazwa brzmi Birket Karun) Senuseret rozkazał wznieść miasto, rodzaj osady dla rzemieślników zatrudnionych przy budowie kompleksu grobowego króla. Pozostałości tej osady usytuowanej na skraju terenów uprawnych i pustynnych (w pobliżu współczesnej osadu arabskiej El-Lahun), odkrył w 1889 roku William Petrie. Miasto to składało się z trzech dzielnic oddzielonych murami, zaplanowanych w równych geometrycznych rzędach. W mieście znajdowała się „dzielnica” być może dla samego władcy i jego świty. Zbudowano tam dwukondygnacyjne luksusowe domy z wieloma pomieszczeniami. Większość jednak stanowiło niewielkie jednopoziomowe domy, przeznaczone dla budowniczych. Drugą, wielką inwestycją w Delcie, zrealizowaną w czasach Senusereta (nie ma na to bezpośrednich przekazów egipskich, a wiedzę o tym zawdzięczamy tradycji greckiej) było przekopanie kanału, łączącego bezpośrednio Deltę z Morzem Czerwonym. Rozmiary kanału pozwalały na przepływanie nim nawet dużych statków i okrętów. Kanał wymagał jednak ciągłych napraw, obsypujących się brzegów. Usprawniał jednak i znacznie skracał komunikację pomiędzy Deltą i morzem.

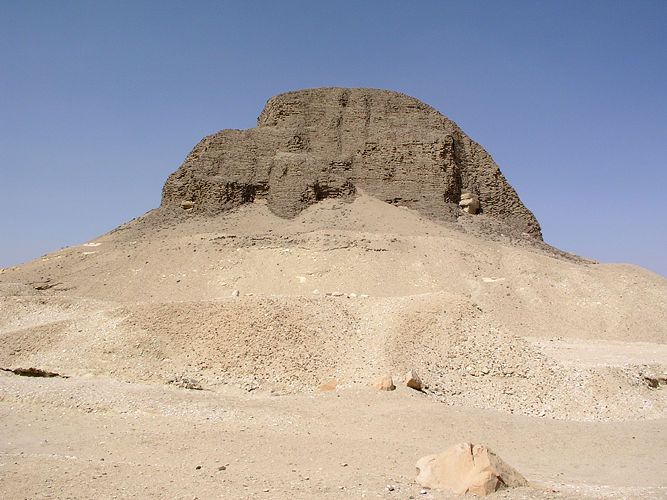
Piramida Senusereta II w El-Lahun

Senuseret tak mocno był związany z okolicami Fajum, że rozkazał w tym właśnie rejonie, wznieść 
dla siebie swój kompleks grobowy. Piramida Senusereta II znajduje się około 3 kilometry na północ od El-Lahun, na skraju oazy Fajum.

## Tytulatura
| G5 |

| G5 |

| S29 | T32 | G43 | N16 · N16 |

| S29 | T32 | G43 | N16 · N16 |

| S29 | T32 | G43 | N16 · N16 |

| S29 | T32 | G43 | N16 · N16 |

| G5 |

| G5 |

| S29 | T32 | G43 | N16 · N16 |

| S29 | T32 | G43 | N16 · N16 |

| S29 | T32 | G43 | N16 · N16 |

| S29 | T32 | G43 | N16 · N16 |

| G16 |

| G16 |

| S29 | N28 · D36 · Y1 | Aa11 · D36 · X1 | H6 |

| S29 | N28 · D36 · Y1 | Aa11 · D36 · X1 | H6 |

| S29 | N28 · D36 · Y1 | Aa11 · D36 · X1 | H6 |

| S29 | N28 · D36 · Y1 | Aa11 · D36 · X1 | H6 |

| G16 |

| G16 |

| S29 | N28 · D36 · Y1 | Aa11 · D36 · X1 | H6 |

| S29 | N28 · D36 · Y1 | Aa11 · D36 · X1 | H6 |

| S29 | N28 · D36 · Y1 | Aa11 · D36 · X1 | H6 |

| S29 | N28 · D36 · Y1 | Aa11 · D36 · X1 | H6 |

| G8 |

| G8 |

| R4 · R8A |

| R4 · R8A |

| R4 · R8A |

| R4 · R8A |

| G8 |

| G8 |

| R4 · R8A |

| R4 · R8A |

| R4 · R8A |

| R4 · R8A |

| M23 · X1 | L2 · X1 |

| M23 · X1 | L2 · X1 |

| N5 | N28 | L1 |

| N5 | N28 | L1 |

| N5 | N28 | L1 |

| N5 | N28 | L1 |

| M23 · X1 | L2 · X1 |

| M23 · X1 | L2 · X1 |

| N5 | N28 | L1 |

| N5 | N28 | L1 |

| N5 | N28 | L1 |

| N5 | N28 | L1 |

| G39 | N5 |

| G39 | N5 |

| F12 | S29 | D21 · X1 | O34 · N35 |

| F12 | S29 | D21 · X1 | O34 · N35 |

| F12 | S29 | D21 · X1 | O34 · N35 |

| F12 | S29 | D21 · X1 | O34 · N35 |

| G39 | N5 |

| G39 | N5 |

| F12 | S29 | D21 · X1 | O34 · N35 |

| F12 | S29 | D21 · X1 | O34 · N35 |

| F12 | S29 | D21 · X1 | O34 · N35 |

| F12 | S29 | D21 · X1 | O34 · N35 |